# В лунную ночь
«В лунную ночь» (итал. In una notte di chiaro di luna) — драма Лины Вертмюллер по сценарию, написанному совместно с Рутгером Хауэром. Картина с открытым финалом, исследующая популярную в конце 80-х годов тему «чумы XX века».

## Сюжет
Журналист Джон Нот собирает материалы для статьи об отношении общества к ВИЧ-инфицированным, для чего в различных ситуациях выдает себя за такового, и наблюдает за реакцией окружающих. Встретив свою бывшую возлюбленную, Джоэль, он узнает, что та родила от него дочь. Продолжая собирать материалы, Нот сталкивается со своим старым приятелем Закариасом, от которого узнает, что они в одно и то же время пользовались услугами проститутки, которая недавно умерла от СПИДа. Сдав анализы, он выясняет, что на самом деле инфицирован. Чтобы не подвергать опасности свою подругу и дочь, и стыдясь, того, что с ним произошло, Нот покидает их без объяснения причин. Взломав базу данных лаборатории, проводящей тесты на ВИЧ, он узнает о том, что некая миссис Кольберт, владелица крупной медицинской корпорации, также заражена. Угрожая ей разоблачением, Нот вынуждает миссис Кольберт взять его в свой бизнес, рассчитывая использовать ресурсы корпорации для создания лекарства от СПИДа.
Джоэль хочет выяснить, почему Нот её бросил, а тот, в свою очередь, узнает, что ВИЧ-инфицированный развратник Закариас пытается приударить за Джоэль…

## В ролях
- Рутгер Хауэр — Джон Нот
- Настасья Кински — Джоэль
- Фэй Данауэй — миссис Кольберт
- Питер О'Тул — Йен Макшул
- Лоррейн Бракко — Шейла
- Джордж Истмен — Закариас
- Массимо Вертмюллер — Макс
- Доминик Санда — Кэрол